# Church of God (Seventh-Day)
Church of God (Seventh-Day) är ett trossamfund med högkvarter i Denver, Colorado, USA. Kyrkan har 125 000 medlemmar i över tjugo länder. I Nordamerika har man 165 församlingar med ett samlat medlemstal på 11 000.
https://it.m.wikipedia.org/wiki/Chiesa_di_Dio_(settimo_giorno)

## Lära
I likhet med andra sjundedagsadventister så lägger denna kyrka vikt vid förkunnelse om Jesu andra tillkommelse och att helga lördagen som vilodag. Men till skillnad från den större adventistkyrkan så erkänner man inte Ellen G. White som profet och tar t.ex. avstånd från hennes läror rörande årtalet 1844.
Man firar inte heller jul eller påsk, p.g.a. dessa högtiders föregivet hedniska ursprung.

## Historia
I slutet av 1850-talet samlades sabbatstroende adventister i Michigan och Iowa.
1863 började kyrkan i Michigan ge ut tidskriften The Hope of Israel, genom vilket läran, och inbjudningar till konferenser och tältkampanjer, spreds.
1884 grundades generalkonferensen för Church of God (Seventh-Day) och 1899 registrerades man som trossamfund av delstatsmyndigheterna i Missouri. Kyrkans högkvarter var beläget i Stanberry, Missouri till 1950, då det flyttades till nuvarande läge.
The Hope of Israel har under årens lopp bytt namn och utgivningsort ett flertal gånger och kallas idag Bible Advocate. 

## Avhoppare
Teologiska motsättningar har under årens lopp lett till avhopp från kyrkan:
- Church of God (7th Day)
- General Council of the Churches of God, 7th Day
- Herbert W. Armstrong